# NGC 533
NGC 533 ist eine elliptische Galaxie vom Typ E3 und liegt im Sternbild Walfisch südlich der Ekliptik. Sie ist schätzungsweise 251 Millionen Lichtjahre von der Milchstraße entfernt und hat einen Durchmesser von etwa 280.000 Lj.

Im selben Himmelsareal befinden sich die u. a. die Galaxien NGC 521, IC 103, IC 109, IC 1694.
Das Objekt wurde  am 8. Oktober 1785 von dem deutsch-britischen Astronomen Wilhelm Herschel entdeckt.